# Colombiers (Vienne)
Colombiers ist eine Gemeinde mit 1.418 Einwohnern (Stand: 1. Januar 2022) im Département Vienne in der Region Nouvelle-Aquitaine im zentralen Westen Frankreichs. Sie gehört zum Kanton Châtellerault-1 (bis 2015: Kanton Châtellerault-Ouest) im Arrondissement Châtellerault und zum Gemeindeverband Communauté d’agglomération du Pays Châtelleraudais. Die Einwohner werden Colombinois genannt.

## Geografie
Colombiers liegt etwa zehn Kilometer westsüdwestlich von Châtellerault, im Pays Châtelleraudais. Umgeben wird Colombiers von den Nachbargemeinden Scorbé-Clairvaux im Norden, Thuré im Nordosten, Naintré im Osten, Beaumont im Süden sowie Marigny-Brizay im Westen und Südwesten.

## Bevölkerungsentwicklung
| Jahr                      | 1962 | 1968 | 1975 | 1982 | 1990 | 1999 | 2006 | 2012 |
| Einwohner                 | 888  | 790  | 846  | 1078 | 1286 | 1274 | 1361 | 1514 |
| Quelle: Cassini und INSEE |      |      |      |      |      |      |      |      |

## Sehenswürdigkeiten

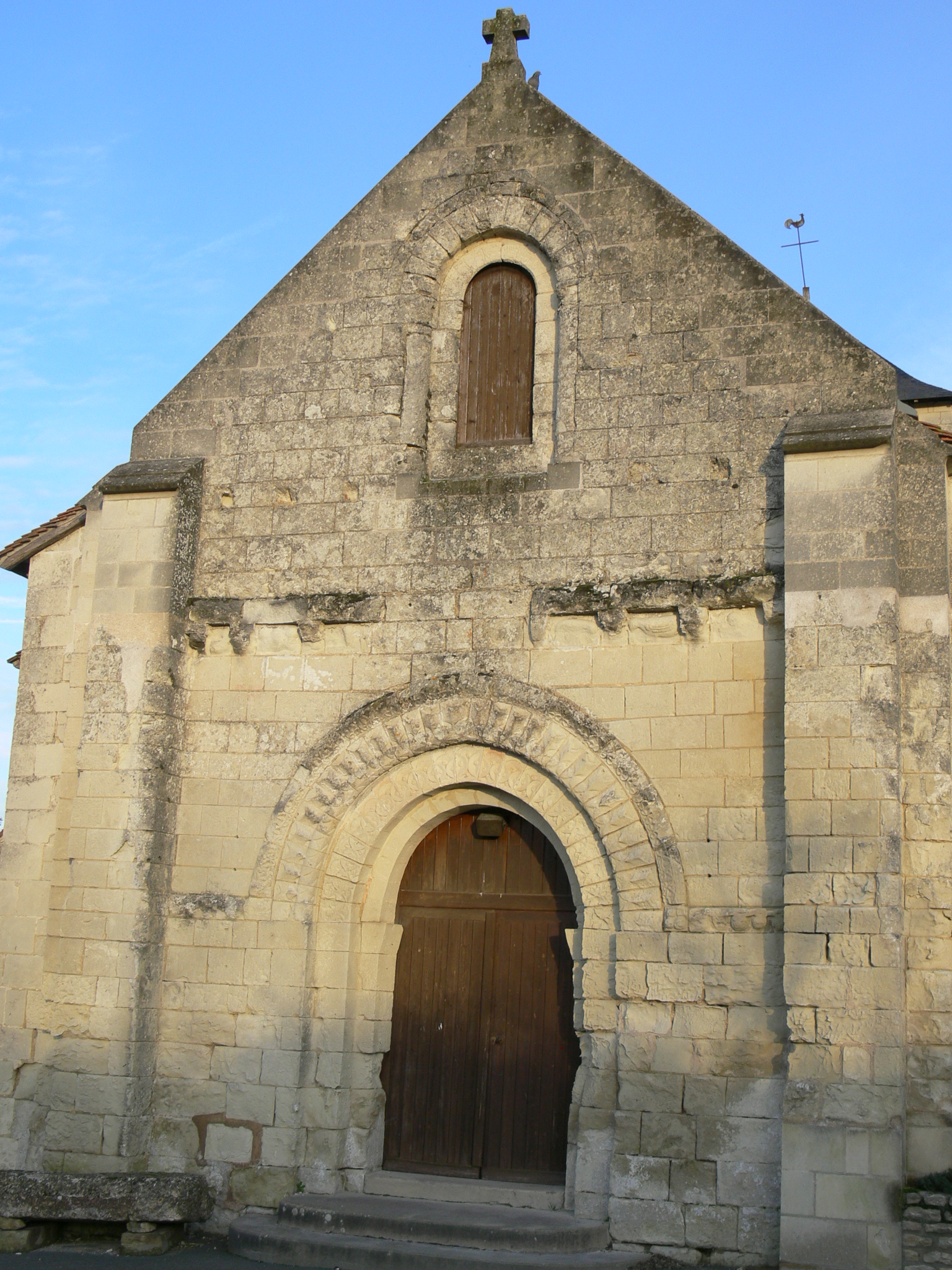
Kirche Notre-Dame

- Kirche Notre-Dame (siehe auch: Liste der Monuments historiques in Colombiers (Vienne))
- Romanische Brücke

## Persönlichkeiten
- Sylvain Chavanel (* 1979), Radrennfahrer

## Gemeindepartnerschaften
Mit der französischen Gemeinde Manderen im Département Moselle besteht eine Partnerschaft.